# 莲城县
莲城县，中国古县名。
南宋绍兴三年（1133年）升莲城村置，治所在今福建省连城县。属汀州。元朝至正六年（1346年），改名连城县。